# Campeonato Brasileiro Série A 1989
Die Campeonato Brasileiro Série A 1989 war die 33. Spielzeit der höchsten brasilianischen Fußballliga, der Série A.

## Saisonverlauf
Die Série A startete am 6. September 1989 in ihre neue Saison und endete am 16. Dezember 1989. Die Meisterschaft wurde vom nationalen Verband CBF ausgerichtet.
Modus

1. Runde: Die Mannschaften wurden in zwei Gruppen aufgeteilt. Zunächst spielten alle Mannschaften einmal gegeneinander. Die besten acht Clubs qualifizierten sich für die zweite Runde. Die letzten drei beider Gruppen standen als Teilnehmer der Abstiegsrunde fest.
2. Runde: Nunmehr spielten die Vereine gegen die Clubs aus der anderen Gruppen jeweils einmal gegeneinander. Die erzielten Punkte aus der ersten Runde gingen nicht verloren, sondern wurden zu den Spielergebnissen der zweiten Runde hinzu addiert. Die beiden Gruppensieger qualifizierten sich für das Finale.
Abstiegsrunde: Von den sechs Mannschaften traten nur fünf an. Der Coritiba FC war bereits zu einem Zwangsabstieg verurteilt. Dieser hatte sich am letzten Spieltag der ersten Runde geweigert, sein Spiel zu einem früheren Zeitpunkt auszutragen wie die anderen Wettbewerber. Das nicht angetretene Spiel wurde mit 1:0 für den FC Santos gewertet. Coritiba erhielt zusätzlich einen fünf Punkteabzug.
Zur Ermittlung der drei noch fehlenden Absteiger, trafen alle Vereine in Hin- und Rückspiel aufeinander. Auch hier gingen die erzielten Punkte aus der ersten Runde nicht verloren, sondern wurden zu den Spielergebnissen der Abstiegsrunde hinzu addiert.
Gesamttabelle: Aus den Ergebnissen aller Spiele wurde eine Gesamttabelle gebildet.
Nach der Saison wurden wie jedes Jahr Auszeichnungen an die besten Spieler des Jahres vergeben. Der „Goldene Ball“, vergeben von der Sportzeitschrift Placar, ging an Ricardo Rocha vom FC São Paulo. Torschützenkönige wurde Túlio mit 11 Treffern vom Goiás EC.

## 1. Runde
Gruppe A
| Pl. | Verein                 | Sp. | S | U | N | Tore    | Diff. | Punkte |
| --- | ---------------------- | --- | - | - | - | ------- | ----- | ------ |
| 1.  | SC Corinthians         | 10  | 6 | 2 | 2 | 011:600 | +5    | 14     |
| 1.  | Botafogo FR            | 10  | 4 | 3 | 3 | 010:800 | +2    | 11     |
| 1.  | Atlético Mineiro       | 10  | 3 | 5 | 2 | 013:800 | +5    | 11     |
| 1.  | Náutico Capibaribe (N) | 10  | 4 | 2 | 4 | 016:160 | ±0    | 10     |
| 1.  | AA Internacional (N)   | 10  | 3 | 4 | 3 | 008:800 | ±0    | 10     |
| 1.  | CR Flamengo            | 10  | 3 | 4 | 3 | 006:700 | −1    | 10     |
| 1.  | FC São Paulo           | 10  | 2 | 6 | 2 | 011:110 | ±0    | 10     |
| 1.  | SC Internacional       | 10  | 3 | 3 | 4 | 006:600 | ±0    | 09     |
| 9.  | Guarani FC             | 10  | 3 | 3 | 4 | 006:700 | −1    | 09     |
| 10. | Athletico Paranaense   | 10  | 2 | 5 | 3 | 009:100 | −1    | 09     |
| 11. | EC Vitória             | 10  | 2 | 3 | 5 | 004:130 | −9    | 07     |

| (N) | Aufsteiger aus der Saison 1988 |

Gruppe B
| Pl. | Verein           | Sp. | S | U | N | Tore    | Diff. | Punkte |
| --- | ---------------- | --- | - | - | - | ------- | ----- | ------ |
| 1.  | SE Palmeiras     | 10  | 6 | 2 | 2 | 013:500 | +8    | 14     |
| 1.  | CR Vasco da Gama | 10  | 5 | 4 | 1 | 014:700 | +7    | 14     |
| 1.  | Portuguesa       | 10  | 3 | 5 | 2 | 012:700 | +5    | 11     |
| 1.  | Grêmio FBPA      | 10  | 4 | 2 | 4 | 011:110 | ±0    | 10     |
| 1.  | Goiás EC         | 10  | 4 | 2 | 4 | 010:120 | −2    | 10     |
| 1.  | Fluminense FC    | 10  | 4 | 2 | 4 | 009:100 | −1    | 10     |
| 1.  | Cruzeiro EC      | 10  | 3 | 4 | 3 | 008:800 | ±0    | 10     |
| 1.  | FC Santos        | 10  | 2 | 5 | 3 | 006:700 | −1    | 09     |
| 9.  | Sport Recife     | 10  | 3 | 2 | 5 | 009:120 | −3    | 08     |
| 10. | EC Bahia (M)     | 10  | 1 | 3 | 6 | 009:170 | −8    | 05     |
| 11. | Coritiba FC      | 10  | 3 | 3 | 4 | 010:150 | −5    | 09     |

| (M) | Meister des Vorjahres |

## 2. Runde
Gruppe A
| Pl. | Verein                 | Sp. | S | U | N | Tore    | Diff. | Punkte |
| --- | ---------------------- | --- | - | - | - | ------- | ----- | ------ |
| 1.  | FC São Paulo           | 18  | 7 | 9 | 2 | 025:150 | +10   | 23     |
| 1.  | Botafogo FR            | 18  | 9 | 4 | 5 | 020:160 | +4    | 22     |
| 1.  | SC Corinthians         | 18  | 8 | 5 | 5 | 015:130 | +2    | 21     |
| 1.  | Atlético Mineiro       | 18  | 6 | 7 | 5 | 021:130 | +8    | 19     |
| 1.  | CR Flamengo            | 18  | 6 | 7 | 5 | 016:130 | +3    | 19     |
| 1.  | Náutico Capibaribe (N) | 18  | 5 | 5 | 8 | 027:340 | −7    | 15     |
| 1.  | AA Internacional (N)   | 18  | 4 | 7 | 7 | 013:190 | −6    | 15     |
| 1.  | SC Internacional       | 18  | 4 | 5 | 9 | 014:190 | −5    | 13     |

| (N) | Aufsteiger der Saison 1988 |

Gruppe B
| Pl. | Verein           | Sp. | S | U | N | Tore    | Diff. | Punkte |
| --- | ---------------- | --- | - | - | - | ------- | ----- | ------ |
| 1.  | CR Vasco da Gama | 18  | 8 | 8 | 2 | 026:160 | +10   | 24     |
| 1.  | Cruzeiro EC      | 18  | 9 | 5 | 4 | 023:140 | +9    | 23     |
| 1.  | SE Palmeiras     | 18  | 8 | 6 | 4 | 021:130 | +8    | 22     |
| 1.  | Portuguesa       | 18  | 7 | 6 | 5 | 021:130 | +8    | 20     |
| 1.  | Goiás EC         | 18  | 6 | 6 | 6 | 017:210 | −4    | 18     |
| 1.  | Grêmio FBPA      | 18  | 6 | 5 | 7 | 019:190 | ±0    | 17     |
| 1.  | FC Santos        | 18  | 5 | 6 | 7 | 013:160 | −3    | 16     |
| 1.  | Fluminense FC    | 18  | 5 | 4 | 9 | 015:250 | −10   | 14     |

## Abstiegsrunde
Die Tabelle diente zur Ermittlung der Absteiger.
| Pl. | Verein               | Sp. | S | U | N | Tore    | Diff. | Punkte |
| --- | -------------------- | --- | - | - | - | ------- | ----- | ------ |
| 1.  | EC Vitória           | 8   | 4 | 2 | 2 | 010:700 | +3    | 10     |
| 1.  | EC Bahia (M)         | 8   | 3 | 4 | 1 | 006:500 | +1    | 10     |
| 3.  | Athletico Paranaense | 8   | 2 | 6 | 0 | 009:300 | +6    | 10     |
| 4.  | Guarani FC           | 8   | 2 | 3 | 3 | 008:100 | −2    | 07     |
| 5.  | Sport Recife         | 8   | 0 | 3 | 5 | 003:110 | −8    | 03     |
| 6.  | Coritiba FC          | 0   | 0 | 0 | 0 | 000:000 | ±0    | 0      |

| (M) | Meister des Vorjahres |

## Finale
Die Regularien sahen vor, dass der Verein, welcher in Hin- und Rückspiel mehr Punkte erreichte, Meister werden sollte. Der Meister musste somit mindestens drei Punkte erreichen. Der Finalteilnehmer CR Vasco da Gama erhielt bereits beim Einzug ins Finale einen Extrapunkt, weil diese in der Qualifikation mehr Punkte erzielten, wie der Finalgegner FC São Paulo. Außerdem hatten sie das Recht zu wählen, wo das Hinspiel ausgetragen werden sollte. Vasco wählte São Paulo, um das Rückspiel im eigenen Stadion austragen zu können. Vasco gewann das Auswärtsspiel, erreichte dadurch mit dem Zusatzpunkt drei Punkte und wurde somit Meister 1989. Das Rückspiel wurde deshalb nicht mehr ausgetragen.
| FC São Paulo                                        | FC São Paulo | CR Vasco da Gama | CR Vasco da Gama |
| --------------------------------------------------- | --- | --- | ---------------- |
| FC São Paulo                                        | \| 16. Dezember 1989 in São Paulo (Estádio do Morumbi) \| \| Ergebnis: 0:1 (0:0) \| \| Zuschauer: 71.552 \| \| Schiedsrichter: Wilson Carlos dos Santos \|                     | \| 16. Dezember 1989 in São Paulo (Estádio do Morumbi) \| \| Ergebnis: 0:1 (0:0) \| \| Zuschauer: 71.552 \| \| Schiedsrichter: Wilson Carlos dos Santos \|     | CR Vasco da Gama |
| FC São Paulo                                        | Gilmar Rinaldi, Netinho, Adilson, Ricardo Rocha, Nelsinho, Flávio Campos, Bobô, Raí, Mário Tilico, Ney Bala, Edivaldo (Paulo César Cruvinel) Cheftrainer: Carlos Alberto Silva | Acácio, Luís Carlos Winck, Hólger Quiñónez, Marco Aurélio, Mazinho, Zé do Carmo, Boiadeiro, Bismarck, Sorato, Bebeto, William Cheftrainer: Nélson Rosa Martins | CR Vasco da Gama |
| FC São Paulo                                        | 0:1 Sorato (50.) | | CR Vasco da Gama |
| FC São Paulo                                        | Acácio, Luís Carlos Winck, Zé do Carmo | | CR Vasco da Gama |
| 16. Dezember 1989 in São Paulo (Estádio do Morumbi) | | |                  |
| Ergebnis: 0:1 (0:0)                                 | | |                  |
| Zuschauer: 71.552                                   | | |                  |
| Schiedsrichter: Wilson Carlos dos Santos            | | |                  |

## Abschlusstabelle
Die Tabellen diente lediglich zur Feststellung der Platzierung der einzelnen Mannschaften in der Saison. Sie setzt sich zusammen aus allen ausgetragenen Spielen.
| Pl. | Verein                 | Sp. | S | U  | N  | Tore    | Diff. | Punkte |
| --- | ---------------------- | --- | - | -- | -- | ------- | ----- | ------ |
| 1.  | CR Vasco da Gama       | 19  | 9 | 8  | 2  | 027:160 | +11   | 26     |
| 1.  | FC São Paulo           | 19  | 7 | 9  | 3  | 025:160 | +9    | 23     |
| 1.  | Cruzeiro EC            | 18  | 9 | 5  | 4  | 023:140 | +9    | 23     |
| 1.  | Botafogo FR            | 18  | 9 | 4  | 5  | 020:160 | +4    | 22     |
| 1.  | SE Palmeiras           | 18  | 8 | 6  | 4  | 021:130 | +8    | 22     |
| 1.  | SC Corinthians         | 18  | 8 | 5  | 5  | 015:130 | +2    | 21     |
| 1.  | Portuguesa             | 18  | 7 | 6  | 5  | 021:130 | +8    | 20     |
| 1.  | Atlético Mineiro       | 18  | 6 | 7  | 5  | 021:130 | +8    | 19     |
| 1.  | CR Flamengo            | 18  | 6 | 7  | 5  | 016:130 | +3    | 19     |
| 1.  | Goiás EC               | 18  | 6 | 6  | 6  | 017:210 | −4    | 18     |
| 11. | Grêmio FBPA            | 18  | 6 | 5  | 7  | 019:190 | ±0    | 17     |
| 1.  | FC Santos              | 18  | 5 | 6  | 7  | 013:160 | −3    | 16     |
| 1.  | Náutico Capibaribe (N) | 18  | 5 | 5  | 8  | 027:370 | −10   | 15     |
| 1.  | AA Internacional (N)   | 18  | 4 | 7  | 7  | 013:190 | −6    | 15     |
| 1.  | Fluminense FC          | 18  | 5 | 4  | 9  | 015:250 | −10   | 14     |
| 1.  | SC Internacional       | 18  | 4 | 5  | 9  | 014:190 | −5    | 13     |
| 1.  | EC Vitória             | 18  | 6 | 5  | 7  | 014:200 | −6    | 17     |
| 1.  | EC Bahia (M)           | 18  | 4 | 7  | 7  | 015:220 | −7    | 15     |
| 19. | Athletico Paranaense   | 18  | 4 | 11 | 3  | 018:130 | +5    | 19     |
| 20. | Guarani FC             | 18  | 5 | 6  | 7  | 015:180 | −3    | 16     |
| 21. | Sport Recife           | 18  | 3 | 5  | 10 | 012:230 | −11   | 11     |
| 22. | Coritiba FC            | 10  | 3 | 3  | 4  | 010:150 | −5    | 09     |

| (M) | Meister des Vorjahres          |
| (N) | Aufsteiger aus der Saison 1988 |

## Torschützenliste
| Pl. | Nat.        | Spieler          | Verein        | Tore    |
| --- | ----------- | ---------------- | ------------- | ------- |
| 1   | Brasilianer | Túlio            | Goiás EC      | 11 Tore |
| 2   | Brasilianer | Bizu             | Náutico       | 10 Tore |
| 3   | Brasilianer | Roberto Dinamite | Portuguesa    | 9 Tore  |
| 4   | Brasilianer | Bismarck         | Vasco da Gama | 8 Tore  |

Liste der Fußball-Torschützenkönige Série A (Brasilien)